# C/2025 F2 (SWAN)
C/2025 F2 (SWAN) または SWAN25F は、2025年に初めて発見が報告された長周期彗星である。近日点通過前後の2025年4月から5月にかけて見かけの明るさが肉眼で観測可能となる眼視等級に達する可能性があると予測されたが、4月中旬ごろに彗星核が崩壊したとみられる。

## 発見と名称
2025年3月29日に、それぞれウクライナとオーストラリアのアマチュア天文家である Vladimir Bezugly と Michael Mattiazzo が太陽観測衛星のSOHOに搭載されている観測装置 SWAN (Solar Wind ANisotropies) が同年3月22日から3月28日の期間に収集してウェブサイト上に公開されている観測データ内から彗星の有力な候補とみられる天体が映っていることをそれぞれ独自に天文電報中央局 (CBAT) に報告した。その2日後の同年3月31日にはアメリカのアマチュア天文家である Rob Matson も独自に SWAN の観測データ内から彗星と思われる同一の天体の発見を報告した。発見当時の見かけの明るさは11.5等級程度であり、発見が報告された3月29日時点での太陽からの距離は 0.917 au（約1億3718万 km）で、すでに地球軌道よりも内側に位置していた。
発見後、この彗星は暫定的な仮称として SWAN25F と呼称されていた。同年4月に入り多くの観測結果が報告されるようになっても軌道要素の詳細な調査が完了するまでは小惑星センター (MPC) から公式に発見が報告されず、この暫定的な仮称が用いられる状態が続いた。そして同年4月8日に小惑星センターが発行した小惑星電子回報 (MPEC) にて、軌道を確定するのに十分なデータが集まったとして、SWAN25F は正式に C/2025 F2 (SWAN) と命名されたことが発表された。

## 軌道
C/2025 F2 (SWAN) は軌道離心率が1の放物線軌道に非常に近い、極めて細長い楕円軌道を公転している長周期彗星であり、オールトの雲から飛来してきたと考えられている。黄道面に対する軌道傾斜角は約90.4度であり、太陽系をほぼ垂直に縦断するような軌道となっている。ジェット推進研究所 (JPL) が運営している JPL Horizons On-Line Ephemeris System での計算によると、太陽系の惑星からの影響を受ける遥か以前である1800年を元期とした軌道要素では公転周期は約9万年であったが、2025年5月1日に水星軌道のやや内側に相当する太陽から約 0.333 au（約5000万 km）離れた近日点を通過した後はさらに公転周期が長い軌道へと変化し、太陽や惑星からの影響を受けないほどまで十分に離れると考えられる2200年を元期とした軌道要素では公転周期は約400万年まで長くなると計算されている。2023年1月29日に C/2025 F2 (SWAN) は土星から約 0.863 au（約1億2916万 km）まで接近したとみられている。

## 観測

2025年4月10日の夜明け前に撮影された C/2025 F2 (SWAN) のタイムラプス映像

最初に C/2025 F2 (SWAN) に明確なコマが観測されたのは2025年4月2日で、このときのコマの見かけの大きさは2分角であった。4月1日に C/2025 F2 (SWAN) の発見が世界中のアマチュア天文家によって共有されるメーリングリストにて投稿されると、最初の発見報告よりもさらに前に撮影されていた画像にも C/2025 F2 (SWAN) が複数映っていたことが報告されるようになった。同年3月26日に中国・新彊ウイグル自治区にある星明天文台で撮影された画像には、角直径が約30秒角（0.5分角）のコマが映った14等級ほどの明るさの C/2025 F2 (SWAN) が観測されており、2024年9月から10月にかけてPan-STARRS1望遠鏡やセロ・トロロ汎米天文台での観測で撮影された画像にも、共に22等級程度の明るさで淡くぼやけた姿で映っていたことが確認されており、この時点ですでに微かな尾を形成していたとみられている。
2025年4月3日には見かけの明るさは10等級程度となり、オーストラリアでの観測で長さ10秒角、その約17時間後に日本の山口県での観測で長さ35秒角の淡い尾が観測された。翌日の4月4日には、ドイツのアマチュア天文家である Maik Meyer が口径 25 cm 反射望遠鏡を用いた C/2025 F2 (SWAN) の眼視観測を行い、その明るさを9.2等級と推定した。このときに、C/2025 F2 (SWAN) は先端部のコマ付近が非常に集光していることが観測され、Meyer は球状星団に似た様子であると報告している。緑色の丸みを帯びて集光している姿が観測されていることから、コマには反応性が高く、太陽光に照らされると緑色に発光する二原子炭素のような分子が含まれていることが示されている。さらに翌日の4月5日には C/2025 F2 (SWAN) に急激な増光（アウトバースト）が発生して8等級程度まで明るくなったと報告され、画像上では尾の長さは少なくとも2度以上に達している。4月7日にはスペインのアマチュア天文家である Pepe Chambó は C/2025 F2 (SWAN) の見かけの明るさが8.3等級となり、双眼鏡でも観測できるようになったと報告した。また、尾の内部に複数の分裂するようなジェット状の物質の流れが見られると指摘している。近日点を通過する5月1日には、C/2025 F2 (SWAN) はプレアデス星団の近くで観測され、天球上において北から南へ縦断するように太陽へ接近するため、5月上旬以降は南半球で観測に適した条件となった。

### 彗星核の崩壊
しかし、4月下旬になると近日点通過前にも関わらず、コマ周辺を除いて尾が観測されなくなり、C/2025 F2 (SWAN) の明るさもやや減光している様子がみられるようになったことで、先端部の彗星核が崩壊したとみられている。この崩壊は4月5日頃に観測された急激な増光の間に始まった可能性があり、4月中旬ごろには彗星核は崩壊したとみられている。
天文電報中央局は4月5日頃から観測された明らかな増光が見られた影響もあり、近日点への接近に伴う C/2025 F2 (SWAN) の明るさの予測に非常に不確実であるとしているが、4月初旬までの観測結果を基に、C/2025 F2 (SWAN) の絶対等級 (H) を8.5等級、彗星の全光度を求める公式の日心距離依存係数 2.5n を 10 として、近日点通過時に3.6等級まで明るくなる可能性があると予測していた。彗星観測家の吉田誠一も当初はピーク時で5等級程度まで明るくなると予測していたが、先述の彗星核の崩壊による増光の停滞を受けてピーク時でも8等級程度の明るさに留まるとした。天文学者の Gideon van Buitenen も C/2025 F2 (SWAN) の彗星核は崩壊したと発表し、ピーク時の明るさは8.1等級であったとしている。